# Економіка Сенегалу
Сенегал — аграрна держава. Основу економіки Сенегалу становить вирощування і переробка арахісу, а також зернових, маніоку, бавовни. Важливу роль відіграють збирання гуміарабіку, розведення худоби, рибальство, видобуток фосфоритів. Валовий внутрішній продукт (ВВП) у 2006 році склав 21,5 млрд доларів США (110-те місце у світі); що у перерахунку на одну особу становить 1,8 тис. доларів (156-те місце у світі)[4]. Промисловість разом із будівництвом становить 27 % від ВВП держави; аграрне виробництво разом з лісовим господарством і рибальством — 18 %; сектор обслуговування — 55 % (станом на 2006 рік)[4]. Зайнятість активного населення у господарстві країни розподілено так:
23 % — промисловість, сектор обслуговування і будівництво;
77 % — аграрне, лісове і рибне господарства (станом на 2006 рік)[4].
Надходження в державний бюджет Сенегалу за 2006 рік склали 2 млрд доларів США, а витрати — 2,4 млрд; дефіцит становив 20 %[4].